# Bombardowanie kinetyczne
Bombardowanie kinetyczne – teoretyczny rodzaj ataku, polegający na rażeniu powierzchni planety pociskami niezawierającymi ładunku wybuchowego. Źródłem destrukcyjnego działania takich pocisków miałaby być energia kinetyczna pocisku uzyskiwana w polu grawitacyjnym planety. 
Koncepcja bombardowania kinetycznego spotykana jest w fantastyce naukowej. Sama koncepcja narodziła się podczas zimnej wojny.